# Mary Black (Juicios de Salem)

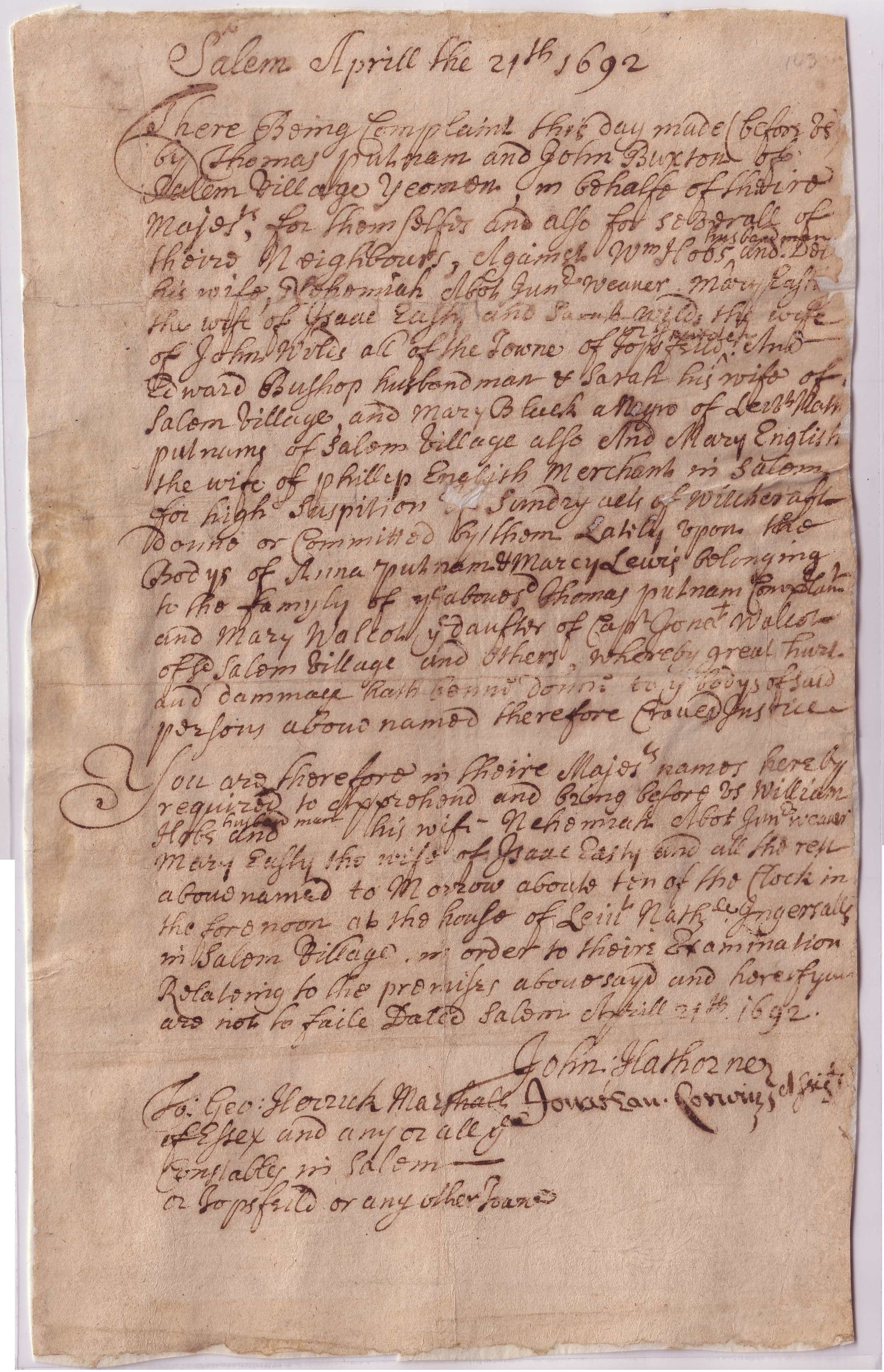
Orden de arresto de Sarah Wildes.

Mary Black fue una esclava de origen africano, de la casa de Nathaniel Putnam, de la familia del mismo apellido, que fue acusada de brujería durante los juicios de brujas de Salem. El sobrino de Nathaniel, Thomas Putnam, fue uno de los principales acusadores, a pesar de que Nathaniel mismo era escéptico e incluso defendió a Rebecca Nurse. Mary fue detenida, acusada y encarcelada, pero no fue a juicio y fue liberada por proclamación el 21 de enero de 1693. Mary volvió a casa de Nathaniel después de liberada.
Junto con Tituba y Candy, Mary fue una de las tres esclavas acusadas durante la histeria. Todas sobrevivieron.

## Arresto
John Hathorne y Jonathan Corwin ordenaron que Mary Black, junto con Sarah Wildes, Sarah y Edward Bishop, William y Deliverance Hobbs, Nehemiah Abbot, Mary Eastey y Mary English fueran arrestados el 21 de abril de 1692, bajo "alta sospecha" de brujería realizada sobre Ann Putnam, Jr., Mercy Lewis, Mary Walcott y otros, debido a una denuncia de Thomas Putnam y John Buxton.

## Examen
Su examen, que fue anotado por Samuel Parris, destacó por el hecho de que le pidieron que se volviera a recolocar un alfiler del pañuelo de cabeza, aparentemente provocando que las afectadas, incluidas Mary Walcott, Abigail Williams y Mercy Lewis, se sintieran pinchadas al punto de salir sangre.

## Juicio
Mary fue juzgada en enero de 1693, y nadie compareció en su contra, por lo que fue puesta en libertad. En su libro, Satanás y Salem, Benjamin Ray plantea la "probable" posibilidad de que Nathaniel Putnam fuera simplemente demasiado respetado como para que alguien acusara a su sirvienta de maldad. Él mismo no la acusó, pagó los gastos de prisión y la llevó de nuevo a su casa. Además teoriza que su firme testimonio sobre su inocencia podría haber sido debido al entrenamiento de Putnam. Es posible que los acusadores de Mary hayan estado tomando represalias contra Nathaniel por hablar en defensa de Rebecca Nurse. Poco más podía ganarse acusando a un esclavo, ya que no poseían propiedades.